# Universidad Mayor
Die Universidad Mayor ist eine private chilenische Universität. Die Universität verfügt über drei Fakultäten, die insgesamt 47 Bachelor-Studiengänge und 113 Postgraduierten-Studiengänge unterrichten. Letztere werden an neun ihrer zehn Standorte in Santiago unterrichtet. Darüber hinaus hat die Universität einen Hauptsitz in der Stadt Temuco in der Región de la Araucanía.
Es handelt sich um eine von der Nationalen Akkreditierungskommission Chiles (CNA-Chile) akkreditierte Bildungseinrichtung für einen Zeitraum von 5 Jahren (von maximal 7), von Oktober 2021 bis Oktober 2026.
Es ist die erste in den USA akkreditierte chilenische Institution seit 2010 unter der Schirmherrschaft des MSCHE.
Laut der webometrischen Klassifizierung SCImago Institutions Rankings 2024 belegt die Universität den 12. Platz unter den chilenischen Universitäten.

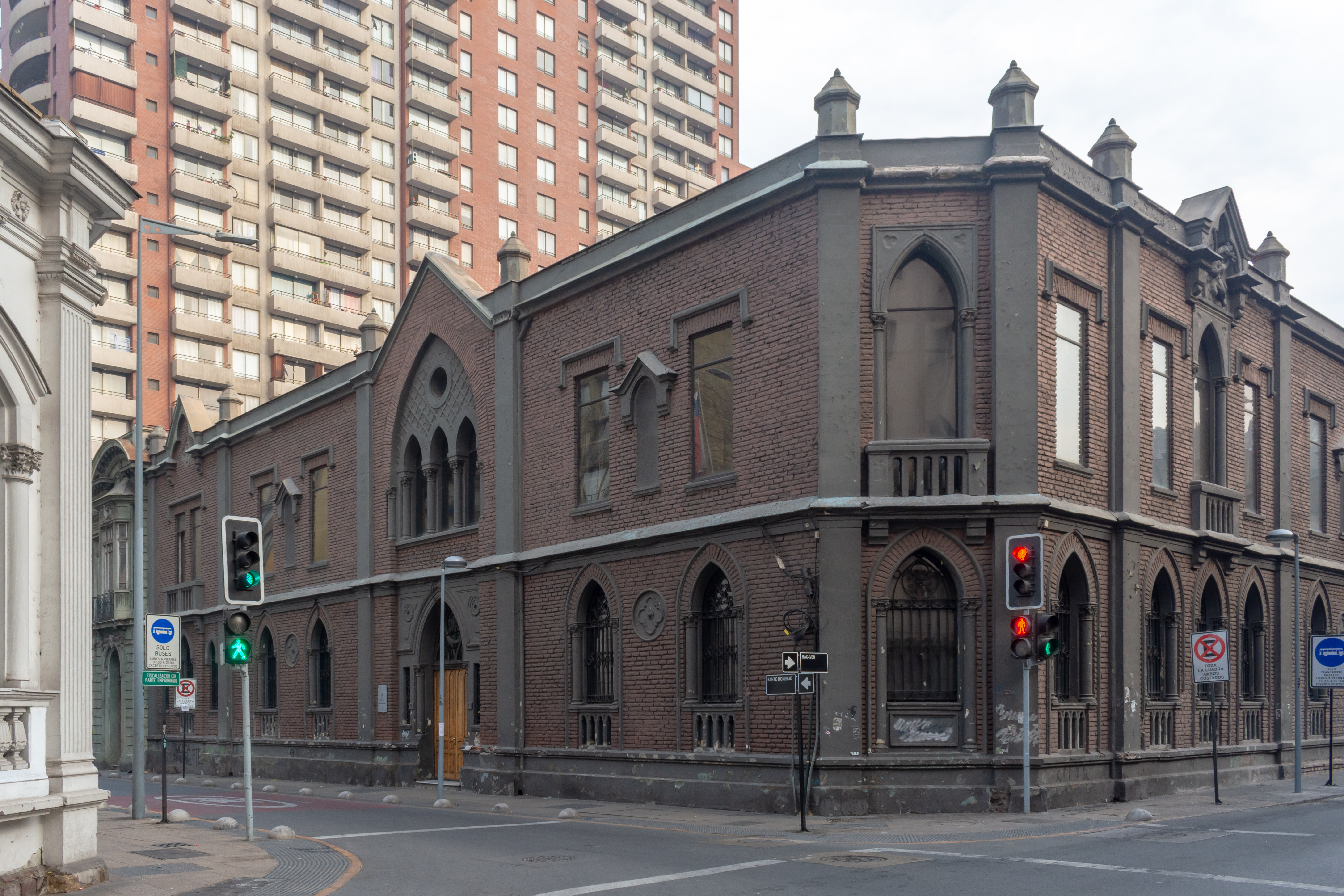
Campus Santo Domingo

## Geschichte

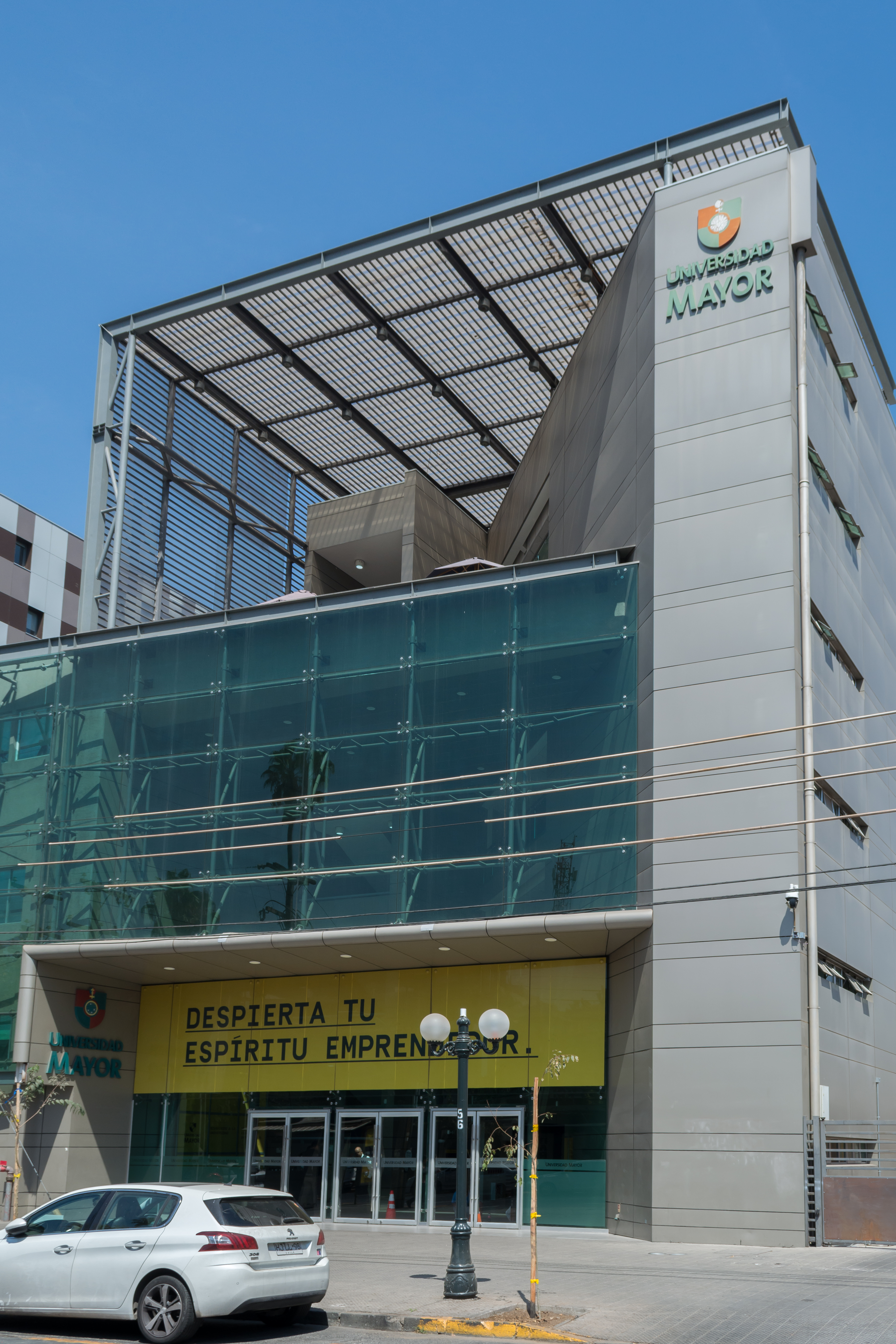
Campus Manuel Montt

Die Universidad Mayor ist eine privatrechtliche Körperschaft, die ihre Rechtspersönlichkeit am 13. Februar 1988 erlangte. Ihre Statuten sind im chilenischen Bildungsministerium registriert: Universitätsregister, Folio C, Nr. 13. Die Betriebserlaubnis wurde am 13. Mai 1988 erteilt und der Betrieb nahm im August desselben Jahres auf.
1989 richtete sie als erste private Universität die Studiengänge Agrar- und Forstingenieurwesen ein und begann 1991 mit dem Angebot des Studiengangs Veterinärmedizin.
1997 gründete die Universität die Fakultät für Zahnmedizin und 1998 eröffnete sie den Studiengang Medizin.
Im Jahr 2005 startete die Universität einen Akkreditierungsprozess in den Vereinigten Staaten und wurde von der Middle States Commission on Higher Education (MSCHE) bewertet, einer der sieben mit der nationalen und internationalen Akkreditierung beauftragten Agenturen. Seit 2010 ist die Universidad Mayor akkreditiert und 2015 wurde sie zum zweiten Mal in Folge reakkreditiert.
Im Jahr 2011 trat es dem einzigartigen Zulassungssystem SUA (Sistema Único de Admisión) des Rektorenrates chilenischer Universitäten (Consejo de Rectores de Universidades Chilenas) bei.
Im Zeitraum zwischen 2016 und 2018 wurden eine Reihe von Änderungen in der Organisationsstruktur der Einrichtung mit dem Ziel durchgeführt, ihre Funktionsweise zu verbessern. Diese Veränderungen beinhalteten die Umstrukturierung bestehender Fakultäten und Institute, so dass sich ihre Zahl auf nur noch drei reduzierte. Die durch diese Änderungen entstandenen neuen Fakultäten sind: „Fakultät für Medizin und Gesundheitswissenschaften“, „Fakultät für Sozialwissenschaften und Kunst“ und „Fakultät für Naturwissenschaften, Ingenieurwesen und Technologie“.
Im Jahr 2017 eröffnet die Universität in Miami, Florida einen Campus unter dem Namen Nexus University.
Im Jahr 2021 beschloss die Universität, kostenlose Studiengebühren zu abonnieren.

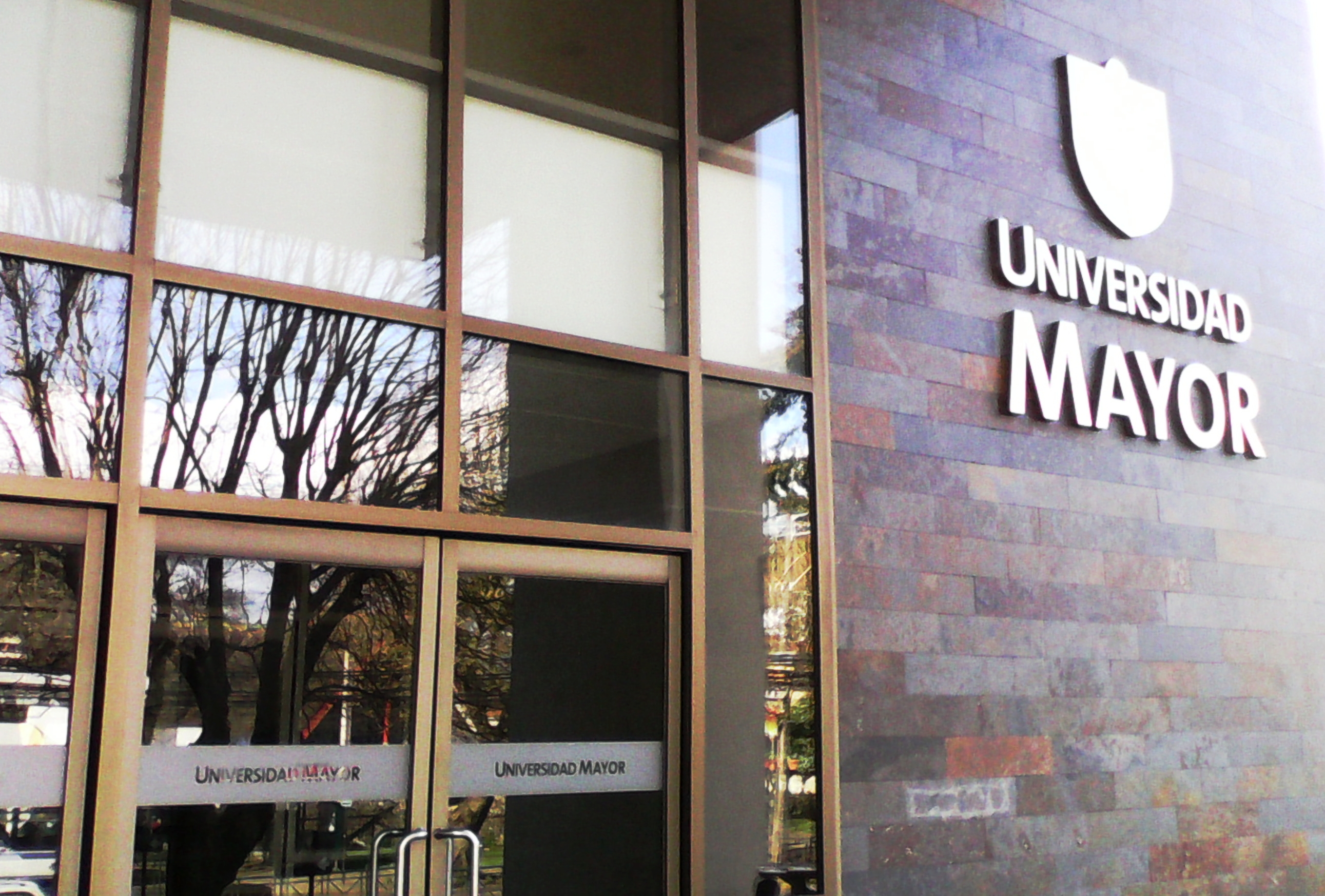
Campus Alemania (Temuco)

## Verwaltung
Zumindest bis in die 2010er Jahre waren die meisten Mitglieder des Vorstands der Universidad Mayor während der Militärdiktatur Kollaborateure von Augusto Pinochet.
Derzeit sind die Behörden in ein Verzeichnis, die Universitätsbehörden, die institutionelle Verwaltung, akademische und regionale Behörden unterteilt.
Verwaltungsrat
- Juan Francisco Varela Noguera (Präsident)
- María del Pilar Tagle Vergara (Vizepräsidentin)
- Bartolomé Santiago Blanche Reyes
- Rubén Fernando Covarrubias Giordano
- Cristina Torres Delgado
- Juan Jorge Giaconi Gandolfo
- Kenneth Grant Maclean Luengo
- Erich Reinaldo Villaseñor Maldonado

Universitätsbehörden
- Rektor: Patricio Manque
- Prorektor: Héctor Meyer
- Akademischer Vizerektor: Nicolás Ocaranza
- Vizekanzlerin für Forschung: Nicole Trefault
- Vizerektor für Verbindungen zur Umwelt, Erweiterung und Kommunikation: Andrés Gomberoff
- Vizerektor für Entwicklung und Verwaltung: Mario Herane
- Generalsekretärin: María Fernanda Badrie Awad

## Fakultäten
Die Universidad Mayor hat drei Fakultäten:
1. Facultad de Medicina y Ciencias de la Salud (Medizin und Gesundheitswissenschaften)
2. Facultad de Ciencias, Ingeniería y Tecnología (Wissenschaft, Ingenieurwesen und Technologie)
3. Facultad de Ciencias Sociales y Artes (Sozialwissenschaften und Kunst)

| Fakultät                                                         | Dekan                | Karriere |
| ---------------------------------------------------------------- | -------------------- | --- |
| Fakultät für Medizin und Gesundheitswissenschaften               | Dr. Cristian Chavez  | - Medizin - Odontologie - Krankenpflege - Geburtshilfe und Kinderbetreuung - Ernährung und Diät - Bewegungslehre - Medizintechnik - Ergotherapie - Logopädie - Tiermedizin - Bachelor-Studiengang Gesundheitswissenschaften - Psychologie |
| Fakultät für Naturwissenschaften, Ingenieurwesen und Technologie | Dr. Andrés Gomberoff | - Industrieller Bauingenieurwesen - Elektronisches Bauingenieurwesen - Bauingenieurwesen, Informatik und Informatik - Datenwissenschaft - Bautechnik - Geologie - Waldingenieurwesen - Umwelt- und Nachhaltigkeitsingenieurwissenschaften - Agronomie - Biotechnologie |
| Fakultät für Sozialwissenschaften und Kunst                      | Dr. Esteban Calvo    | - Öffentliche Verwaltung - Digitale Animation - Architektur - Kinematographie - Musikalische Komposition - Musikalische Interpretation - Anwaltschaft - Design - Wirtschaftsingenieurwesen (Campus M.Montt) - Wirtschaftsingenieurwesen (Campus Oriente) - Verwaltungstechnik - Pädagogik im Sportunterricht, Sport in der Grund- und Sekundarerholung - Pädagogik in der frühkindlichen Bildung - Differentialpädagogik mit Erwähnung in Geistige Behinderung - Psychopädagogik - Theater - Nachhaltiger Tourismus (Campus Temuco) |

## Campus
Die Universität verteilt sich auf elf verschiedene Standorte, zehn davon in Santiago, Temuco und einer in Miami, Florida:
- Casa Central (Haupthaus)
- Oficinas administrativas (Verwaltungsbüros)
- Campus Alameda
- Campus Alonso de Córdova
- Campus Avenida Alemania (Temuco)
- Campus El Claustro
- Campus Estadio Mayor
- Campus Huechuraba
- Campus Manuel Montt
- Campus República
- Campus Santo Domingo
- Campus Oriente
- Conservatorio de Música (Musikkonservatorium)
- Nexus University (Florida)